# Осада Исфахана
Осада Исфахана — шестимесячная осада афганской армией династии Хотаков столицы Персидской империи, Исфахана. Город капитулировал, что фактически положило конец империи Сефевидов.

## Предыстория
Персидская империя Сефевидов, одна из могущественнейших империй Востока, находилась в состоянии упадка с конца XVII века. Он был вызван неэффективностью правления шахов в предшествующий период, придворными интригами, гражданским недовольством и постоянными войнами с протурецкими мятежниками.
Сефевиды, к тому времени склонившиеся к шиизму, преследовали суннитов-пуштунов — жителей современного Афганистана. Воспользовавшись ослаблением Сефевидов, пуштуны во главе с Мир Вайсом Хотаком подняли восстание против персидского господства и убили наместника шаха, грузина Георгия XI. Несколько карательных экспедиций персидского шаха были успешно отражены пуштунами, и их армия перешла в контрнаступление, начав продвижение к персидской столице — Исфахану.

## Осада
Исфахан был осажден афганцами Мир Махмуда после их решительной победы над персами в битве при Гулнабаде, недалеко от Исфахана, 8 марта 1722 года. После битвы войска Сефевидов в беспорядке отступили внутрь городских стен. Афганцам не хватало артиллерии для штурма стен, поэтому они начали осаду, чтобы вынудить шаха Солтан Хусейна и горожан к сдаче. Попытки прорвать осаду закончились провалом, что во многом заставило вассала шаха Вахтанга VI оставить призыв персов о помощи без ответа. Сын шаха Тахмасп II во главе 600 солдат смог бежать из города. В столице разразился голод, и 23 октября шах Солтан Хусейн, потеряв надежду на помощь извне, капитулировал и отрекся в пользу Мир Махмуда, который триумфально вступил в город 25 октября 1722 года.